# Луговой хрущик
Луговой хрущик (лат. Anomala dubia) — вид насекомых семейства пластинчатоусых из подсемейства хлебные жуки и хрущики. Один из почти 1000 видов рода, распространённый в северной Палеарктике.

## Внешний вид и строение
Тело жука яйцевидное, выпуклое, в длину 1,2—1,5 см. Окрашен в синий, темно-зеленый или коричневый цвет, не покрыт волосками. Антенны 9-членниковые, желто-рыжие, булава темная. Фасеточные глаза большие, слабо выпуклые. Переднеспинка сужается к переднему краю, ее поверхность со многими точками. Щиток большой, треугольный, окрашен так же, как и переднеспинка. Надкрылья шире всего позади середины.

## Образ жизни
Лёт жуков с июня по август.
Личинки развиваются в почве на глубине 30-80 см, в основном в песчаных почвах, питаются корнями растений. Личинки проходят три стадии, а затем закукливаются. В северо-западной части ареала (Нидерланды) развитие длится 2 года, тогда как на востоке может пройти за 1 год.
Самки выделяют как феромон для самцов ненасыщенный спирт 2-(E)-nonen-1-ol.

## Ареал
Anomala dubia распространен в умеренной зоне Европы от Испании и Британии до Урала и Кавказа, а также в Южной Сибири. Обычный вид в Великобритании, Франции, Украине, Венгрии.
Выделяют 2 подвида:
- A. dubia dubia (Scopoli, 1763) распространен в Европе
- A. dubia abchasica Motschulsky, 1854, распространенный на Кавказе, ранее считался отдельным видом.

## Экономическое значение
В годы массового размножения жуки могут обгрызать листья винограда и других садовых культур.